# Free Zone
Free Zone, vilket också kallas för Oberoende Scientologer eller Scientologi-Freezone, utgörs av en mängd icke-anslutna oberoende grupper och individer som praktiserar Scientologins ideologi och läror oberoende av Scientologi-kyrkan. Spektrumet av sådana utövare sträcker sig från de som håller sig nära de ursprungliga lärorna från Scientologins grundare L. Ron Hubbard, till de som har omarbetat sin praktik så att den nästan är oigenkännlig som Scientologi.
Termen Free Zone användes ursprungligen endast av en enda organisation, men termen tillämpas nu vanligtvis på alla Scientologer utanför Scientologi-kyrkan, även om många utövare motsätter sig denna benämning när det gäller dem själva. The International Freezone Association, den grupp vars namn antogs som en generisk term för oberoende Scientologi, var inte den första oberoende Scientologi-gruppen; the California Association of Dianetic Auditors, den äldsta utbrytargruppen som fortfarande existerar, hävdar att de grundades i december 1950, vilket fördaterar Scientologikyrkan som organisation.
En pressrelease som publicerades i november 2004 av the International Freezone Association citerade en föreskrift skriven av Hubbard: "... innan ni försvinner, viska detta till era söner och till deras söner: 'ARBETET VAR FRITT. FÅ DET ATT FORTSÄTTA ATT VARA DET.'"
Skeptic Magazine beskrev Free Zone som: "en grupp grundad av ex-Scientologer för att marknadsföra L. Ron Hubbard's idéer oberoende av Scientologi-kyrkan." I en artikel i Miami Herald skrev man att ex-Scientologer gick med i Free Zone eftersom de kände att Scientologi-kyrkans ledarskap hade "kommit bort ifrån Hubbards ursprungliga läror."

## Ursprung till termenFree Zone
Den första gruppen att använda termen Free Zone var i den organisation som grundats av kaptenen på flaggskeppet Apollo och den andre ställföreträdande kommendören i Sjöorganisationen, Kapten Bill Robertson, i mitten av 1982, och denna organisation är nu känd som "Ron's Org" i flera länder.

Namnet kom ifrån "rymd opera”-trosuppfattningar hos L. Ron Hubbard, vilka Robertson senare uttryckte i "Free Zone-dekretet", vilket han sade var ett officiellt dekret från "Den galaktiska centralen – Det stora rådet " och att det "vidarebefordrats från huvudskeppet i Sektor 9":
1.   Planeten känd som Teegeeack - "Jorden" på lokal dialekt eller Terra - Sol 12, Sektor 9, förklaras härmed vara en Fri Zon.
2.   Det kommer inte att tolereras någon politiskt inblandning ifrån någon annan del I Sektorn eller Galaxen.
3.   Det kommer inte att tolereras någon ekonomisk inblandning i dess affärer ifrån någon icke-planetär byrå eller makt.

4.   Alla dess innevånare förklaras härmed vara Free Zone-medborgare och fria ifrån yttre politisk och ekonomisk inblandning.
Namnet "Teegeeack" hade redan blivit etablerat som ett namn för Jorden av Hubbard i det material som är känt som OT III, vilket berättar historien om Xenu.

## Tyskland
Scientologi-kommissionären Ursula Caberta i Hamburg sade att Free Zone är ett sorts "metadon-program för Scientologer," och att detta i vilket fall är "det mindre onda". Free Zone-gruppen Ron's Org säger att Verfassungsschutz Baden-Württemberg (Tysklands inrikes underrättelsetjänst) har konstaterat att det inte finns någon anledning att hålla Ron's Org under observation "då Ron's Org inte har några anti-konstitutionella mål." Det förekommer visst samarbete mellan medlemmar i Ron's Org och statliga myndigheter som observerar Scientologi-kyrkan och undersöker deras aktiviteter.

## Scientologikyrkan och Free Zone
Kyrkan stämplar alla som utövar och tror på Scientologi utan dess sanktionering för "squirrels" (eng. för ekorrar) — en term som Hubbard myntade för att beskriva de som ändrar på Scientologins teknologi eller som utövar den på ett icke-standardenligt vis. Bland Scientologer är termen pejorativ och jämförbar i dess innebörd med "heretiker". I praktiken använder hierarkin inom Scientologi-kyrkan termen för att beskriva alla som utövar Scientologi utanför kyrkan.
Vid år 2016 har många av de större kurserna och publikationerna i kyrkan blivit ändrade eller borttagna helt och hållet. Detta är en huvudsaklig punkt när det gäller protester och aktioner från oberoende och Freezone-Scientologers håll. Större kurser såsom träningskurserna för Klass VI och Klass VIII-auditörsutbildning, vilka var bland de kurser som det skrevs in flest deltagare på någonsin under 1970-talet, har bokstavligen under flera år varit borttagna från kyrkans världsvida avancerade organisationer vid tidpunkten då den engelska wikipedia-texten som denna översättning är baserad på skrevs. Församlingsmedlemmar som fortfarande finns i kyrkan har inte blivit uppmärksammade på dessa omfattande förändringar (som strider mot Scientologins policy) i dessa kurser. Tusentals förändringar har gjorts av Hubbards ursprungliga skrifter i kyrkans policyer och ännu fler än så i de tekniska bulletinerna, utan att församlingsmedlemmarna någonsin gjorts medvetna om förändringarna i dessa skrifter. Nästan alla kurser och deras material har också ändrats. Dessutom skapade kyrkan en ny kurs 2009 som kallades för “Grundernas Kurs.” Den kurs utgörs av huvuddelen av materialet (utöver "Philadelphia Doctorate Course”) som förekommer i Klass IV-auditörs-kurserna, vilket gör kursen till något godtyckligt med hänsyn taget till faktumet att det kursens kontrollhäfte inte hade godkänts av Hubbard, samt att den inte existerar på någon av Grad-tabellerna med nivåer varken i det förflutna eller i nuet. Det huvudsakliga syftet med att ta fram kursen var uppenbarligen att sälja CD-skivor och böcker.
Detta utgör en grundläggande överträdelse av två av Hubbards överordnade policybrev, HCO PL "Technical Degrades" och HCO PL "Keeping Scientology Working." Dessa två högst påtagligt framträdande bulletiner placeras som de första stegen på varje kontrollhäfte för kurser i Scientologi utifrån ett mandat av Hubbard i slutet av 1960-talet. Här får det tilläggas att sedan 2016 placeras dessa två bulletiner i SLUTET av nyligen publicerade kurs-pack, och inte i början, såsom Hubbards mandat löd i slutet av 1960-talet.
Vidare så tog kyrkan 2016 bort huvuddelen av Scientologins tekniska bulletiner, kända som "Tech-volymerna," en återpublicerad och utökad upplaga av 1975 års utgåva av tekniska bulletiner som publicerats 1991 från samtliga kursrum över hela världen. Detta utgjorde en överträdelse av det tidigare nämnda HCO PL "Technical Degrades", samt HCO PL "Safeguarding Technology.", och även av Hubbards HCO PL "Hidden Data Line." "Hidden data Line" tillkännager att all data finns öppet tillgängligt för samtliga att se, vilket nu inte är fallet med huvuddelen av de tekniska referenser som har tagits bort ifrån akademierna. Oberoende Scientologer har lagt märke till copyrighten för de tekniska volymerna ifrån 1991 har förfallit, vilket tvingar kyrkan att publicera dem på nytt (eller att ta bort dem helt och hållet vilket verkar mer sannolikt) med ändringar så att det går att få copyright på dem på nytt. Denna fortsatta reducering av böcker och bulletiner ifrån Scientologi-kyrkans håll gör enligt amerikansk copyright-lagstiftning att man endast får copyright på nytt på förändringarna som sådana (alltså på den nyskrivna texten, och på inte den ursprungliga) och inte på Hubbards ursprungliga verk. Detta utgör en omfattande bedrägeri-handling gentemot läsarna ifrån Scientologi-kyrkans håll som har pågått nu i över 30 år eftersom copyrighten förfaller i samband med publiceringen. Detta tvingar dem att publicera nya likartade böcker, men som är helt och hållet ändrade och därmed också annorlunda i sitt innehåll, och detta är böcker som har benämningen “baserat på verk av…” på böckernas framsida intill titeln, och därefter står Hubbards namn fristående utan att “av” står bredvid hans namn. Detta gör dessa till helt andra skrivna verk enligt publicerings- och copyrightlagarna i USA samt i andra västerländska länder vid datum för publiceringen av den underliggande engelska wikipediaartikeln i ämnet. Det är påtagligt att kyrkan är oärliga angående det som de säljer, och i jämförelse med Hubbards ursprungliga avsikt framstår det som chockerande oärligt för varje enskild läsare som känner igen vad det är för handlingar som begås ifråga om försäljningsbedrägeri.
Med utelämnandet av Scientologins tekniska volymer har den slutgiltiga handlingen inletts av kyrkans styrelseledamöter som inte är Scientologer att omvandla verksamheten till en firma som helt och hållet ägnar sig åt att skaffa sig fastighetsegendom, och detta baseras helt och hållet på församlingsmedlemmarnas donationer när det gäller att betala nya byggnader och deras innehåll, och inte på kyrkans egna medel. Slutledningen av detta är att kyrkan inte längre praktiserar Hubbards avsikt att leverera Scientologi, utan man är en firma som samlar in donationer för sin egen vinsts skull och inte för att hjälpa församlingsmedlemmarna när det gäller Hubbards ursprungliga avsikt med Scientologin att erbjuda andlig frihet i formen av ny teknologi för sinnet åt alla, till ett pris som inte är oskäligt. Församlingsmedlemmarna har blivit till själva produkten för att skaffa fastighetsegendom på grossist-basis. (Det har gått så pass långt att den huvudsakliga statistiken, som sedan femtio år tillbaka har varit välgjorda auditerings-timmar som huvudstatistik, har år 2016 blivit till ENBART böcker och föreläsningar som sålts. Det var aldrig Hubbards avsikt att ändra prioritetsordningen så att böcker blev överordnat auditering. Auditering har alltid varit överordnat och bokförsäljning har varit en nödvändig del, men inte överordnat auditering eller auditörsutbildning, enligt vilken standard som helst utifrån Hubbards referenser i ämnet. De förändringar i auditerings-teknologin som har genomförts har varit så omfattande att den har blivit icke-fungerande och omöjlig att utbilda någon i, vilket var något som Hubbard alltid förutsåg. Om förändringar skulle göras i auditerings- och administrationsteknologin inom Organisationerna, så har fokuset ändrats till en mer lönsam, genomförbar bokförsäljnings-statistik istället vilket tillfället då den engelska wikipedia-artikeln skrevs 2018.)
Dessa organisationer som en gång betalats för genom församlingsmedlemmars donationer till det "Ideala Org-programmet" (en perversion av en Hubbard-policy med samma namn i Data Series-policy-breven såväl som i LRH:s Exekutiva Direktiv 339R "The LRH Birthday Game"), dessa orger blir i sig ålagda att betala hyra till moder-organisationen, Scientologi-kyrkan, och vidare till CST (Den överordnade organisationen som styr över Scientologi-kyrkan.) Det är alltså inte kostnadsfritt för dessa organisationer, som det bedrägligt och underförstått antyds i de publikationer som uppmanar till att få in donationer. Dessa organisationer som knappt kan bära sina egna kostnader eller försörja sin personal tyngs nu med en hyra för en byggnad som de inte har någon möjlighet att bära kostnaden för baserat på auditörsutbildningen eller auditeringen som allmänheten tar del av (givet ändringarna I Hubbards teknologi och administrativa policyer.) Ovanpå allt detta så är många, om inte de flesta, av dessa byggnader vidare uthyrda till icke-Scientolog-hyresvärdar för att inbringa en förtjänst åt CST och inte till den lokala organisationen. Detta är ytterligare ett datum som församlingsmedlemmarnas donatorer inte informeras om när man donerar till flermiljons-(i dollar räknat)-“Ideala Orger” från Scientologi-kyrkan/CST som inte är enligt policy.
Scientologi-kyrkan har använt copyright och varumärkeslagar gentemot olika Free Zone-grupper. Utifrån dessa förhållanden undviker huvuddelen av Free Zone användningen av officiellt varumärkesskyddade Scientologi-ord, vilket inkluderar ordet Scientologi i sig självt. År 2000 försökte Religious Technology Center utan framgång att få tillgång till internetdomännamnet scientologie.org från WIPO (World Intellectual Property Organization; en av de 16 specialiserade byråerna inom Förenta Nationerna), i en juridisk åtgärd gentemot Free Zone.
Många Free Zone-förespråkare säger att alla har rätten att fritt tillämpa L. Ron Hubbards läror, oavsett om detta sanktioneras av kyrkan eller ej.
Som stöd för detta citerar de Hubbard själv:
Dianetik täcks på intet sätt av någon lagstiftning någonstans, för ingen lagstiftning kan hindra en människa från att sitta ner och berätta om sina svårigheter för en annan människa; och om någon vill ha monopol på dianetik, kan du vara förvissad om att han gör det av vinstintresse och inte av något skäl som har att göra med dianetik.

—L. Ron Hubbard, Dianetik: Den moderna vetenskapen om mental hälsa (1950, svensk översättning 1973-1981)
Om jag har slagits i ett kvarts århundrade, huvudsakligen själv, för att förhindra att detta verk skall tjäna till upprätthålla de som förslavar Människan, att hålla det fritt från destruktiva "försäljningssnack" och vinklingar, så kan du sannerligen få detta motiv att ta ytterligare några steg. [...] Men innan ni försvinner, viska detta till era söner och till deras söner: 'Arbetet var fritt. Få det att fortsätta att vara det.’ 

—L. Ron Hubbard, Scientology: Clear Procedure - Issue One (1957)
Andra Free Zone-utövare åberopar grundläggande skydd inom mänskliga rättigheter för att fritt få möjlighet att följa sin valda religion.
En Free Zone-Scientolog, som gått under benämningen "Safe" och som citerades i tidningen Salon sade: "Scientologi-kyrkan vill inte att dess kontroll över dess medlemmar skall upptäckas av allmänheten och den vill inte att dess medlemmar skall veta om att de kan få Scientologi utanför Scientologi-kyrkan ".
En dokumentär av brittiska Channel 4 som producerades 2006 och som presenterades av den sikhiske komikern Hardeep Singh Kohli, The Beginner's Guide to L. Ron Hubbard, utforskade Scientologin inom "Ron's Org"-Free Zone-grupperingen efter det att Scientologi-kyrkan tackat nej till att deltaga.
"Ron's Org Committee" (ROC) och "True Source Scientology Foundation" (STSS, "Stichting True Source Scientology") har dokumenterat argumentet att Scientologi-material skrivet av L. Ron Hubbard tillhör området public domain ifall vissa förutsättningar uppfylls. Utöver detta har ROC dokumenterat en rättslig strid kring varumärket "Ron's Org".

## Alternativa auditerings-praktiker
Flera alternativ till Dianetik utvecklades under Free Zones tidiga år.
Synergetics är ett självhjälpssystem som utvecklats av Art Coulter år 1954. Den amerikanske affärsmannen Don A.Purcell (Junior) grundade en tidig Dianetik-organisation som hade ett preliminärt anspråk på Dianetik-varumärket, och han gick med i Synergetics och påstås ha återlämnat Dianetik- och HASI-varumärkenas ägarskap till Hubbard när Purcells advokater tvingade Hubbard att stänga den misslyckade Wichita Dianetics Foundation i en civil rättstvist kring obetalda räkningar inom organisationen och advokatkostnaderna förlikades i godo ‘utanför rätten’ år 1954 i USA.
År 1976 publicerade Coulter Synergetics: An Adventure in Human Development; han grundade senare the Synergetic Society, som publicerade en tidning fram till 1996.
Idenics är en metod för personlig vägledning som inte är sammankopplad med någon religion, och den började att utvecklas av John Galusha år 1987. Galusha forskade för L. Ron Hubbard under 1950-talet, och var en av grundarna till den första Scientologi-kyrkan år 1953. Galusha hävdade att alla personliga besvär kan adresseras genom att man ordentligt ser över det aktuella problemet utan att få bedömningar om det. Vägledaren frågar en serie frågor till dess att lösningen anses hittad av klienten. Mike Goldstein, ägaren till Idenics-metodologin och författaren till boken "Idenics, an alternative to therapy", hävdar att metoden är lika effektiv över telefon som när man ses person till person.

## Ordet "Scientologi"
Oenighet kring ursprunget till ordet Scientologi har använts av Free Zone-grupper till att vara med och göra anspråk på Scientologins varumärken. En tysk bok med titeln Scientologie, Wissenschaft von der Beschaffenheit und der Tauglichkeit des Wissens publicerades 1934 av Anastasius Nordenholz. Grupperna har argumenterat som så att eftersom Scientologie inte skrevs av Hubbard har kyrkan agerat orättvist när de monopoliserat kontrollen över dess praktik. Varumärkesrättigheterna till användandet av Dianetik och E-Metern (som uppfanns och skapades av Volney Mathison) tilläts falla in i public domain år 1976 av Hubbard. Detta försöker RTC/CSI i tysthet att se till att det inte blir allmänt uppmärksammat.

## Källhänvisningar
1. ↑  https://www.wired.com/wired/archive/3.12/alt.scientology.war_pr.html
2. 1 2 3  ”News from the nation, world and California”. latimes.com. https://www.latimes.com/. Läst 4 januari 2019.
3. ↑  ”California Association of Dianetic Auditors --- Who We Are”. ca-da.org. Arkiverad från originalet den 1 juni 2007. https://web.archive.org/web/20070601200852/http://ca-da.org/whoweare/whoweare.html. Läst 4 januari 2019.
4. ↑  ”The Truth Is Out Here!”. PRWeb. Arkiverad från originalet den 18 september 2020. https://web.archive.org/web/20200918235712/https://www.prweb.com/releases/2004/11/prweb178508.htm. Läst 4 januari 2019.
5. ↑  ”Scientology v. the Internet”. www.discord.org. https://www.discord.org/~lippard/skeptic/03.3.jl-jj-scientology.html. Läst 4 januari 2019.
6. ↑  ”Miami Herald” (på engelska). Wikipedia. 2018-12-29. https://en.wikipedia.org/w/index.php?title=Miami_Herald&oldid=875794524. Läst 4 januari 2019.
7. ↑  ”Antworten”. web.archive.org. 28 september 2007. Arkiverad från originalet den 28 september 2007. https://web.archive.org/web/20070928140704/http://www.ronsorg.de/englisch/mehr_infos/ausf_texte/antworten.html. Läst 4 januari 2019.
8. ↑  ”Case No. D2000-0410.”. Arkiverad från originalet den 28 september 2013. https://web.archive.org/web/20130928140505/http://www.jurawelt.com/gerichtsurteile/sonstige/ausland/5006. Läst 4 januari 2019.
9. 1 2  ”Salon | Copyright -- or wrong?”. web.archive.org. 14 januari 2009. Arkiverad från originalet den 14 januari 2009. https://web.archive.org/web/20090114091758/http://www.salon.com/tech/feature/1999/07/22/scientology/print.html. Läst 4 januari 2019.
10. 1 2  ”Legal – Ron's Org Committee”. web.archive.org. 23 oktober 2017. Arkiverad från originalet den 23 oktober 2017. https://web.archive.org/web/20171023170139/https://ronsorg.com/legal/. Läst 4 januari 2019.
11. ↑  ”Who owns Scientology – or who owns the copyrights of the works of L.Ron Hubbard? – True Source Scientology Foundation”. web.archive.org. 21 september 2017. Arkiverad från originalet den 21 september 2017. https://web.archive.org/web/20170921152840/https://stss.nl/legal/who-owns-scientology/. Läst 4 januari 2019.
12. ↑  ”Synergetics | The Compleat Aberree”. www.aberree.com. https://www.aberree.com/terms/synergetics.html. Läst 4 januari 2019.
13. ↑  ”A Piece Of Blue Sky - Part 3, Chapter 5: The Religion Angle”. web.archive.org. 11 februari 2009. Arkiverad från originalet den 11 februari 2009. https://web.archive.org/web/20090211140531/http://www.cs.cmu.edu/~dst/Library/Shelf/atack/bs3-5.htm. Läst 4 januari 2019.
14. ↑  ”"CommUnity of Minds » 2002 » February » 12"”. solutions.synearth.net. Arkiverad från originalet den 12 juli 2018. https://web.archive.org/web/20180712085937/http://solutions.synearth.net/2002/02/12/. Läst 4 januari 2019.
15. ↑  ”Successor Organization Is Religious Fellowship (continued) | The Compleat Aberree”. www.aberree.com. https://www.aberree.com/v01/n04p04.html. Läst 4 januari 2019.
16. ↑  ”John Galusha | The Compleat Aberree”. www.aberree.com. https://www.aberree.com/people/john-galusha.html. Läst 4 januari 2019.
17. ↑  ”John Galusha and the Book One Course”. www.freezoneplanet.org. http://www.freezoneplanet.org/3t.html. Läst 4 januari 2019.
18. ↑  ”Preface”. web.archive.org. 28 september 2007. Arkiverad från originalet den 28 september 2007. https://web.archive.org/web/20070928125142/http://www.scientologie.org/se_npre.htm. Läst 4 januari 2019.
19. ↑  ”Wayback Machine”. web.archive.org. 19 augusti 2005. Arkiverad från originalet den 19 augusti 2005. https://web.archive.org/web/20050819232335/http://www.scientologie.org/gif/wipo-decision.pdf. Läst 4 januari 2019.